# Norges Røde Kors
Norges Røde Kors är den norska nationella föreningen inom Röda Korset.
Norges Røde Kors grundades 1865 och har 180 000 medlemmar (2005) och 400 fast anställde.

## Presidenter
- 1865-1880 Statsminister Frederik Stang
- 1880-1889 Statsminister Christian August Selmer
- 1889-1905 Sanitetschef, general Johan Fredrik Thaulow
- 1905-1908 Høyesterettsassessor, statsråd Ernst Motzfeldt
- 1908-1912 Advokat Andreas Martin Seip
- 1912-1913 Generalløytnant Kristian Wilhelm Engel Bredal Olssøn
- 1913-1917 Jernbanedirektør, statsråd Hans Jørgen Darre-Jenssen
- 1917-1922 Høyesterettsadvokat Hieronymus Heyerdahl
- 1922-1930 Statsråd Torolf Prytz
- 1930-1940 Oberst Jens Meinich
- 1940-1945 Direktør Fridtjof Heyerdahl
- 1945-1947 Överläkare dr. med. Nikolai Nissen Paus
- 1947-1957 Direktör Erling Steen
- 1957-1966 Generaldirektör Ulf Styren
- 1966-1975 Sanitetschef, generalmajor Torstein Dale
- 1975 Grethe Johnsen (fungerende)
- 1975-1981 Hans Høegh
- 1981-1987 Generalmajor Bjørn Egge
- 1987-1993 Admiral Bjørn Bruland
- 1993-1998 Professor, statsråd Astrid Nøklebye Heiberg
- 1998-2008 Statsråd Thorvald Stoltenberg
- 2008- Tidl. generalsekretær i Norges Røde Kors, Svein Mollekleiv